# Saoutchik
Saoutchik fue una empresa carrocera francesa, que estuvo activa entre 1906 y 1955. Es considerada una de las representantes más importantes del estilo barroco en los carroceros franceses de los años 1930 y 1940.

## Historia
La empresa de carrocerías Saoutchik fue fundada en 1906 por el ebanista Jacques Saoutchik (nacido como Iakov Savtchuk en el Imperio ruso en 1880). Tenía su sede en Neuilly-sur-Seine, cerca de París. En la década de 1930, esta empresa se hizo famosa por sus diseños de automóviles a menudo extravagantes realizados para fabricantes de automóviles de lujo y de gama alta.
En 1946 Jacques Saoutchik dejó la empresa en manos de su hijo Pierre. Con la mayoría de los fabricantes de automóviles de lujo franceses más conocidos quebrando y la construcción independiente de carrocerías automotrices considerada una industria en declive, el mercado de los diseños de Saoutchik se evaporó y la empresa dejó de operar en 1955, el mismo año en que murió su fundador.
La empresa era conocida por diseñar carrocerías de automóviles extravagantes y costosas para marcas como Bugatti, Delahaye, Hispano-Suiza, Pegaso y otras.

## Algunos modelos

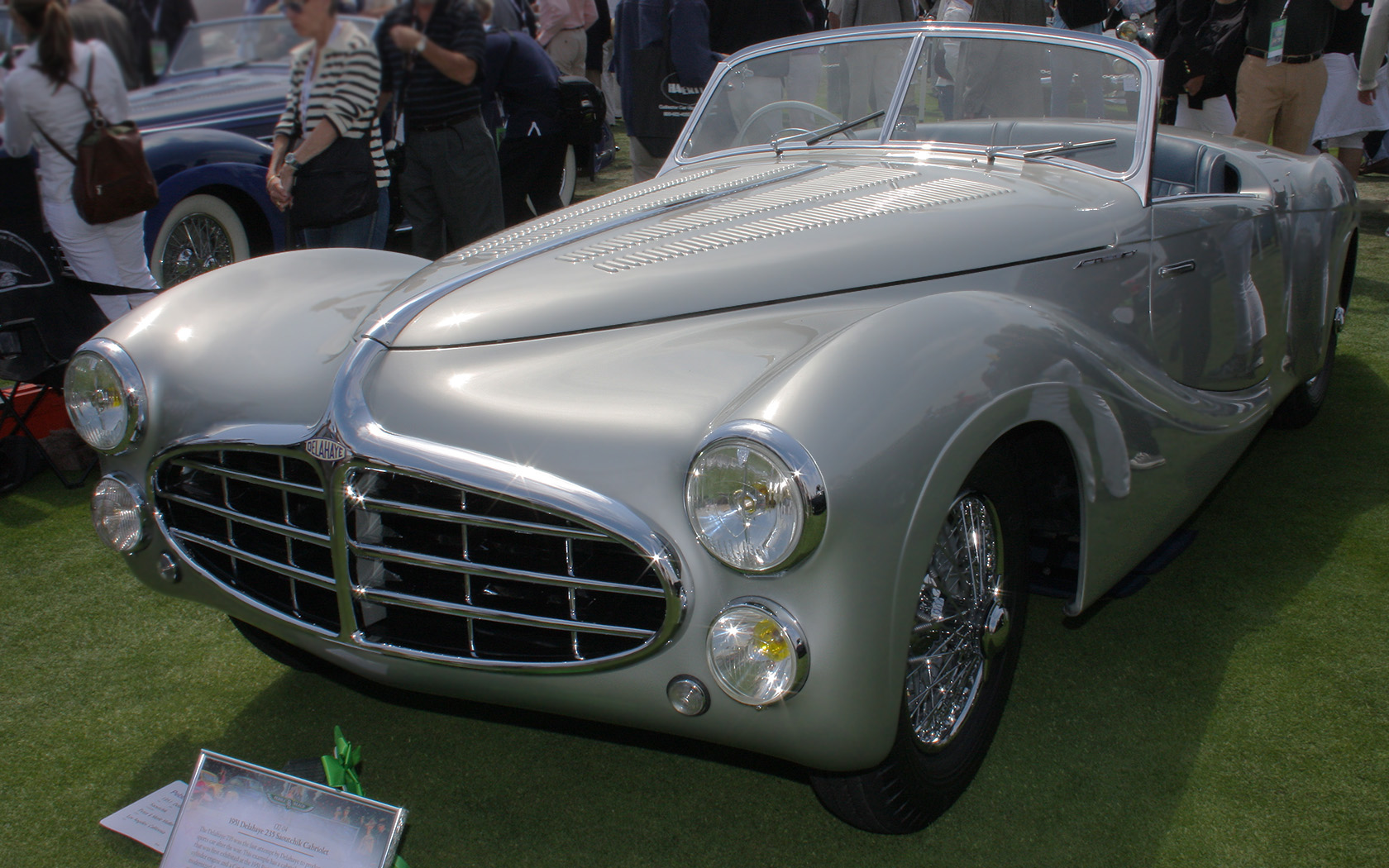
Delahaye 235 Cabriolet con carrocería de Saoutchik.
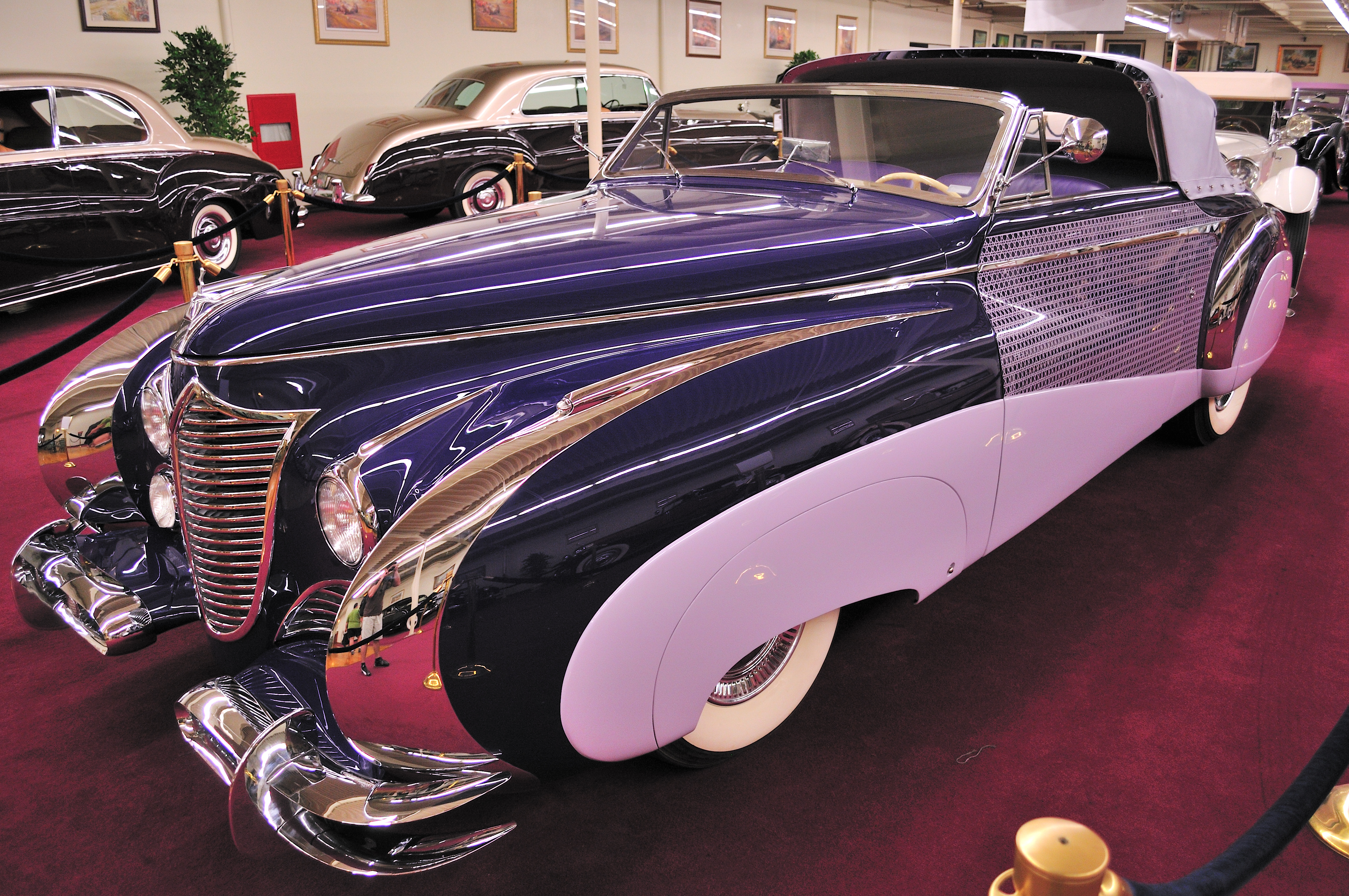
Cadillac Series 62 descapotable (1948) carrozado por Saoutchik.
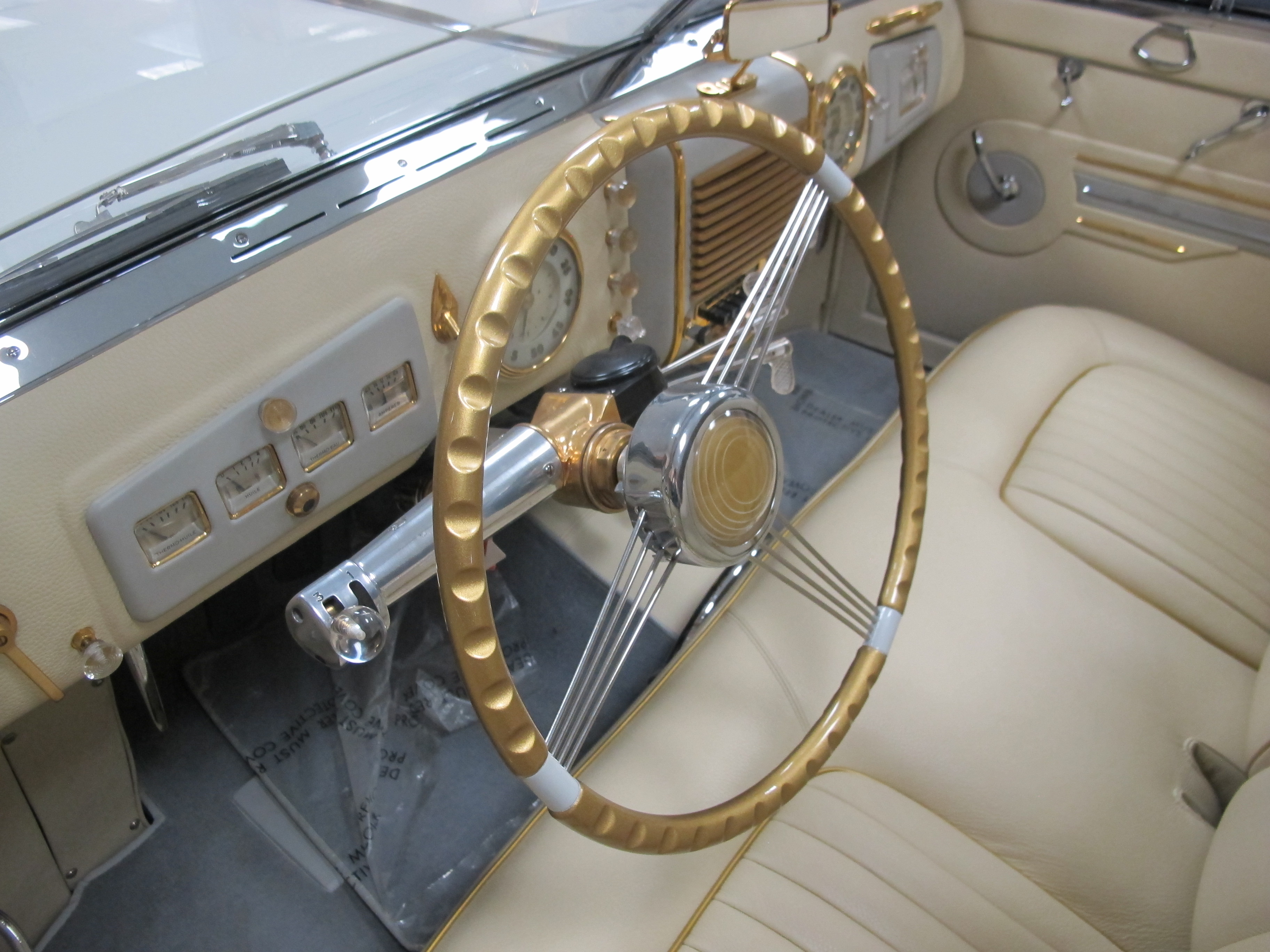
Interior de un Delahaye 175 realizado por Saoutchik.
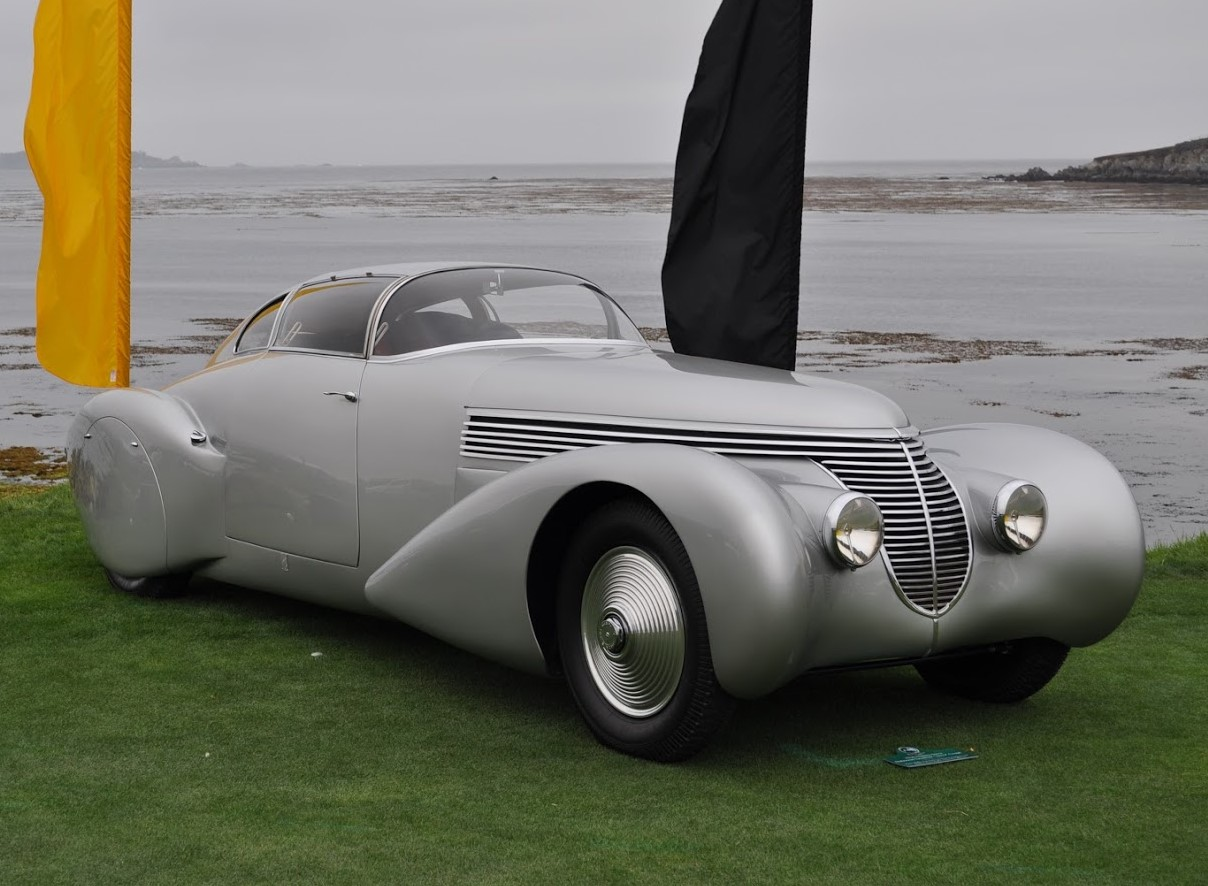
Hispano-Suiza H6B Dubonnet Xenia (1938) carrozado por Saoutchik.
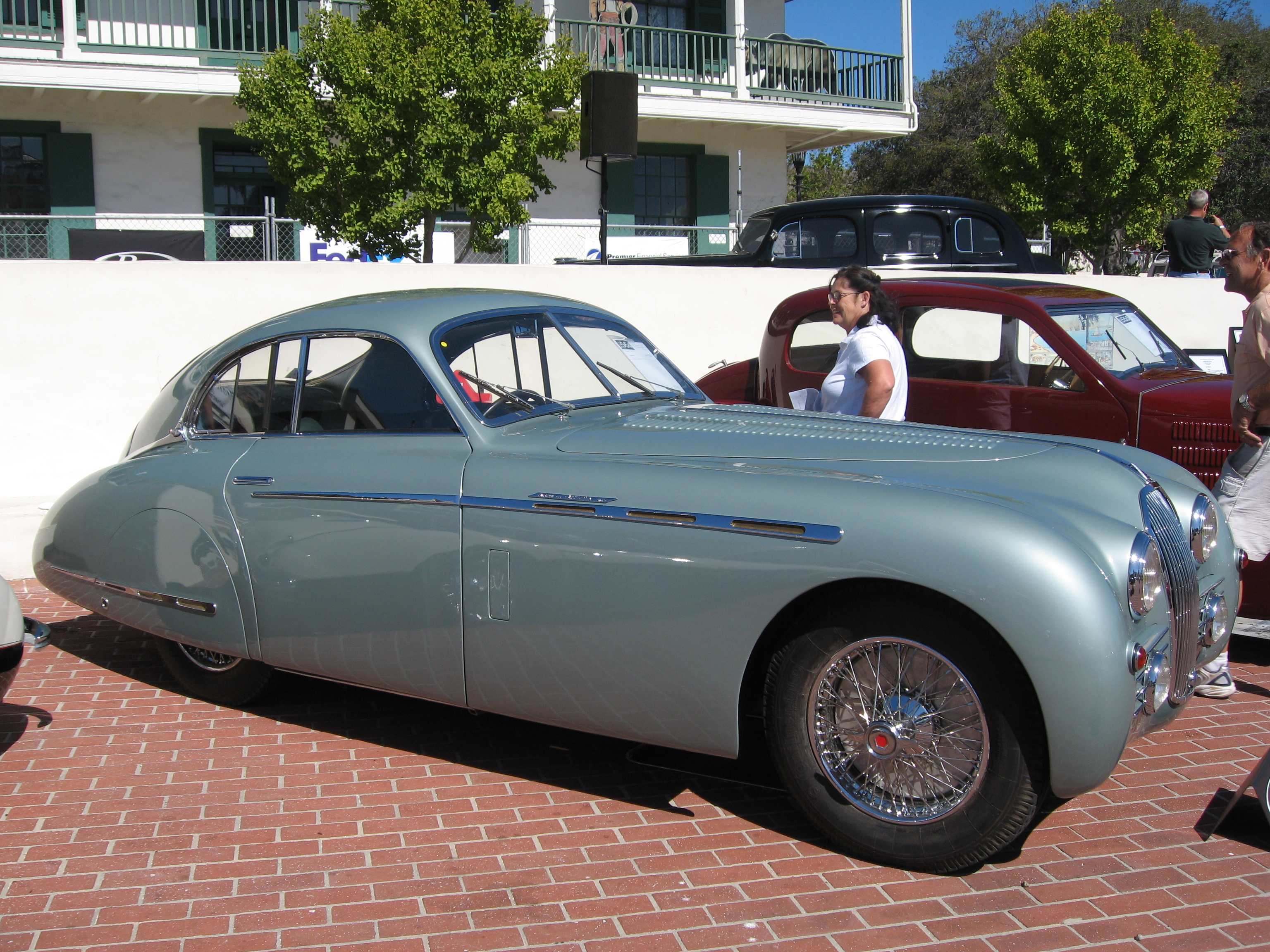
Talbot-Lago T26 Grand Sport Coupe (1950), por Saoutchik.
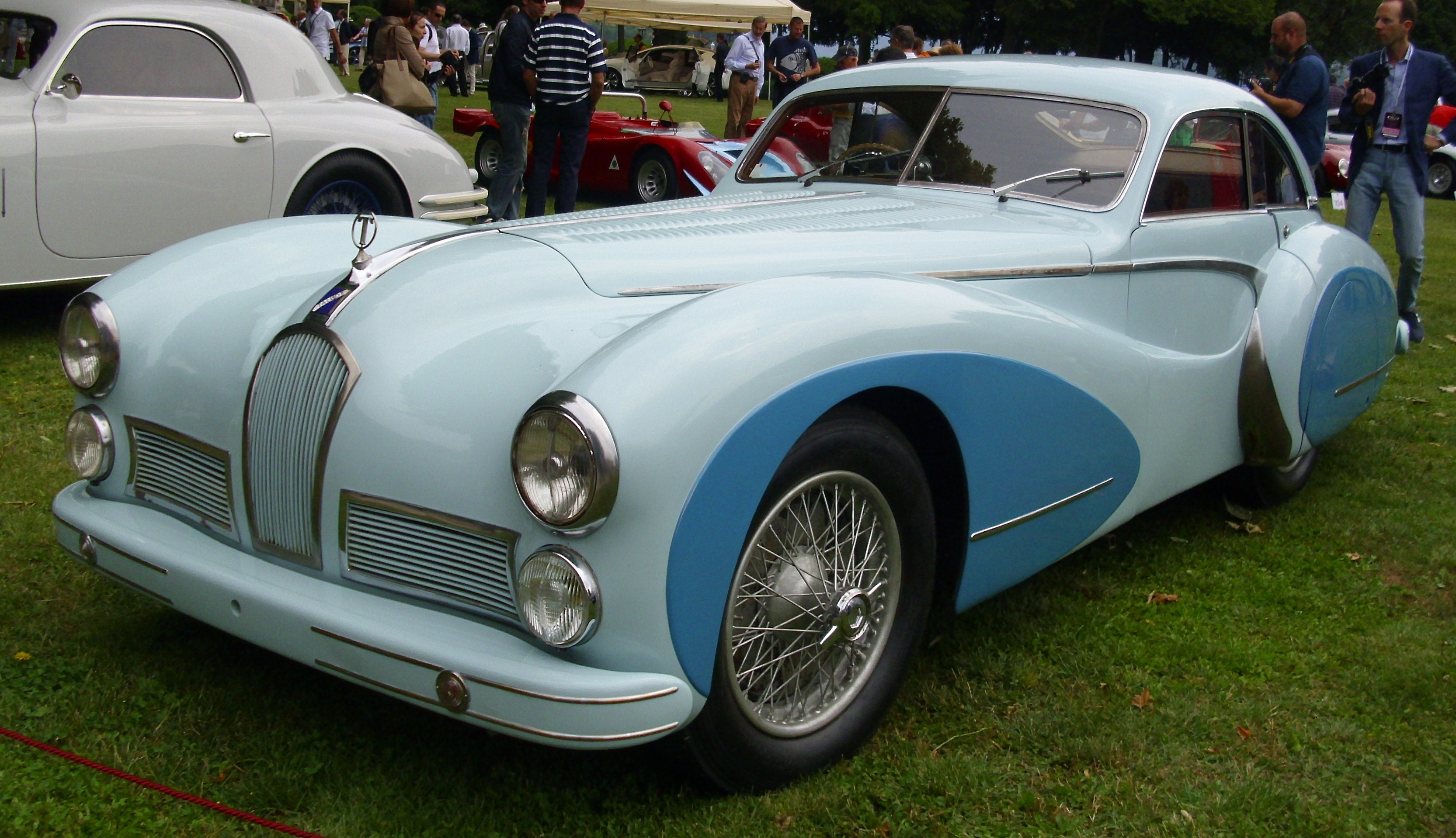
Talbot-Lago T26 Grand Sport Coupe (1948) por Saoutchik.